# Glenea regularis
Glenea regularis é uma espécie de escaravelho da família Cerambycidae. Foi descrita por Newman em 1842. É conhecida a sua existência nas Filipinas.